# اسقف‌نشین نیوکاسل
اسقف‌نشین نیوکاسل (انگلیسی: Diocese of Newcastle) بخشی تشکیل دهنده از استان یورک کلیسای انگلستان در کشور انگلستان است. این اسقف‌نشین که در سال ۱۸۸۲ میلادی تأسیس شده‌است شامل ۲۴۲ کلیسا می‌باشد و مرکز آن کلیسای جامع نیوکاسل است.